# Stenoma neoptila
Stenoma neoptila es una especie de polilla del género Stenoma, orden Lepidoptera.
Fue descrita científicamente por Meyrick en 1925.

## Descripción
Es de hábitos nocturnos y su envergadura es de 25 mm.

## Distribución
Stenoma neoptila habita en el continente de América, en Brasil.